# Panorpa globulifera
Panorpa globulifera är en näbbsländeart som beskrevs av Miyamoto 1994. Panorpa globulifera ingår i släktet Panorpa och familjen skorpionsländor. Inga underarter finns listade i Catalogue of Life.